# Dion Beukeboom
Dion Beukeboom (Amesterdão, 2 de fevereiro de 1989) é um desportista neerlandês que competiu no ciclismo nas modalidades de pista, especialista nas provas de perseguição, e rota.
Ganhou três medalhas de bronze no Campeonato Europeu de Ciclismo em Pista entre os anos 2013 e 2016.
Em setembro de 2019 anunciou a sua retirada como ciclista profissional.

## Medalheiro internacional
| Campeonato Europeu | Campeonato Europeu         | Campeonato Europeu | Campeonato Europeu      |
| Ano                | Lugar                      | Medalha            | Competição              |
| ------------------ | -------------------------- | ------------------ | ----------------------- |
| 2013               | Apeldoorn ( Países Baixos) | Medalha de bronze  | Perseguição por equipas |
| 2015               | Grenchen ( Suíça )         | Medalha de bronze  | Perseguição individual  |
| 2016               | Saint-Quentin ( França)    | Medalha de bronze  | Perseguição individual  |

## Palmarés
- 2012
  - 1 etapa do Volta à Normandia

- 2015
  - 1 etapa do Tour de Olympia